# Guillermo Ortiz Martínez

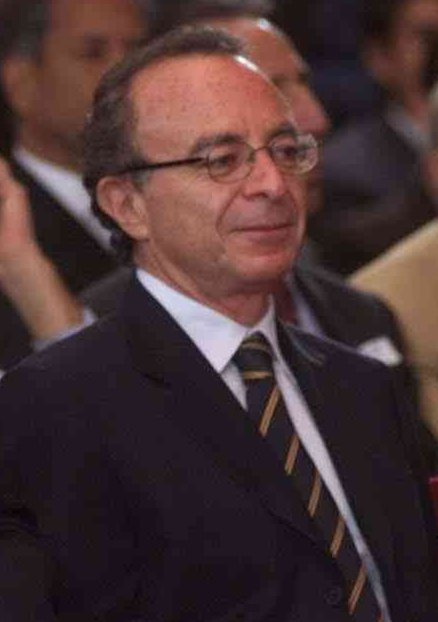
Guillermo Ortiz Martínez

Guillermo Ortiz Martínez (* 21. Juli 1948 in Mexiko-Stadt) ist ein mexikanischer Ökonom und von 1998 bis 2009 Vorsitzender der mexikanischen Zentralbank Banco de México.

## Leben
Guillermo Ortiz Martínez ist der Sohn von Leopoldo Ortiz Sevilla und Graciela Martínez Ostos.
Er studierte an der Universidad Nacional Autónoma de México und der Stanford University Wirtschaft. 1971 wurde er mexikanischer Vertreter beim Internationalen Währungsfonds. Er lehrte am Instituto Tecnológico Autónomo de México und war drei Jahre Secretario de Hacienda y Crédito Público (Finanzminister) unter Ernesto Zedillo Ponce de León. Am 1. Januar 1998 wurde er von Ernesto Zedillo als Vorsitzender der Banco de México eingesetzt und löste damit Miguel Mancera ab. 2004 wurde er auf Empfehlung von Vicente Fox für weitere sechs Jahre zum Vorsitzenden der Banco de Mexico gewählt. Am 1. Januar 2010 wurde er auf diesem Posten durch Agustín Carstens ersetzt.
Ortiz ist verheiratet und hat drei Töchter.